# Anatoli Txukànov
Anatoli Alekséievitx Txukànov (en rus Анатолий Алексеевич Чуканов) (Novospaskova, óblast de Rostov, 10 de maig de 1954 - 12 de juny de 2021) fou un ciclista soviètic, d'origen rus, però més tard nacionalitzat ucraïnès.
En el seu palmarès destaquen una medalla d'or als Jocs Olímpics de Mont-real i un Campionat del Món de ciclisme en contrarellotge per equips.
Ha estat guardonat amb l'Orde de la Insígnia d'Honor.

## Palmarès
- 1976
  -  Medalla d'or als Jocs Olímpics de Moscou en la prova de persecució per equips, amb Aavo Pikkuus, Vladimir Kaminski i Valeri Txapliguin
  -  Campió de la Unió Soviètica en contrarellotge
  -  Campió de la Unió Soviètica en contrarellotge per equips (amb Vladimir Kaminski, Valeri Txapliguin, Aavo Pikkuus)
- 1977
  -  Campió del món en contrarellotge per equips (amb Aavo Pikkuus, Vladimir Kaminski i Valeri Txapliguin)
- 1979
  - Vencedor d'una etapa al Gran Premi de L'Humanité